# Comuna Fesiurî, Bila Țerkva
Fesiurî (în ucraineană Фесюри) este o comună în raionul Bila Țerkva, regiunea Kiev, Ucraina, formată din satele Fesiurî (reședința) și Șcerbakî.

## Demografie
Componența lingvistică a comunei Fesiurî
     Ucraineană (98,18%)
     Rusă (1,16%)
     Alte limbi (0,5%)
Conform recensământului din 2001, majoritatea populației comunei Fesiurî era vorbitoare de ucraineană (98,18%), existând în minoritate și vorbitori de rusă (1,16%).